# Три сестри
 Тази статия е за театралната творба.  За сериала вижте Три сестри (сериал).  
„Три сестри“ е театрална творба, чийто автор е руският драматург Антон Павлович Чехов. За първи път е представена в Московския художествен театър, поставена от Константин Станиславски, на 31 януари 1901 г.

## Сюжет
Сестрите Прозорови – Маша, Олга и Ирина – живеят със своя брат Андрей в губернски град в обширна Русия, заобиколени от бездуховността на всички останали и от тяхната болест, наречена апатия и липса на всякакъв идеал за човешко поведение. Пиесата започва с именния ден на най-малката сестра – Ирина. Тя навършва двадесет години. Ирина очаква положителни промени след изминалата тъжна година, когато загубва своя баща. През есента семейството се надява да се премести в Москва. Сестрите смятат, че техният брат, Андрей, може да стане професор в Московския университет. Москва се явява не само мечта, но и вик за доброта, човещина, красота.